# Richard Hutson
Richard Hutson, född 9 juli 1748 i nuvarande Beaufort County i South Carolina, död 12 april 1795 i Charleston i South Carolina, var en amerikansk politiker. Han var South Carolinas viceguvernör 1782–1783.
Hutson utexaminerades 1765 från College of New Jersey (nuvarande Princeton University), studerade juridik och inledde sin karriär som advokat i Charleston. Han var ledamot av kontinentalkongressen 1778–1779. År 1782 tillträdde han som viceguvernör.
Hutson var Charlestons borgmästare (på den tiden kallades Charlestons borgmästare intendant) 1783–1785. Han vann det första borgmästarvalet 1783 med omval 1784 och efterträddes 1785 av Arnoldus Vanderhorst.